# Sten-Erik Abrahamsson
Sten-Erik Folke Abrahamsson, född 29 mars 1936 i Mariehamn, död där 15 september 2009, var en finländsk pedagog och debattör.
Abrahamsson blev filosofie licentiat 1968, var lektor i svenska vid Åbo Akademi 1972–1989 och utbildningschef vid Ålands landskapsstyrelse 1989–1999.
Abrahamsson medverkade som flitig skribent i dagspressen och var politiskt engagerad inom socialdemokratin. Han var 1972–1986 ordförande i Åbolands svenska socialdemokratiska krets och 1981–1987 vice ordförande i statens skärgårdsdelegation. År 1987 utgav han romanen Där fanns en stad, med motiv från det sena 1800-talets Mariehamn.